# Dorin Drăguțanu
Dorin Drăguțanu (n. 19 martie 1974, Chișinău) este un economist din Republica Moldova, care din 6 noiembrie 2009 până în aprilie 2016 a fost Guvernator al Băncii Naționale a Moldovei. Înainte de a deveni Guvernator al BNM, a ocupat funcția de director al Departamentului de audit al Companiei PricewaterhouseCoopers Serbia. A fost înlocuit de Sergiu Cioclea, după ce și-a prezentat demisia în urma scandalului finaciar-economic și politic din 2014-2015 legat de miliardul de dolari dispărut din trei bănci din Republica Moldova.
În 1996 Dorin Drăguțanu a absolvit Departamentul de Economie (Finanțe și Bănci) la Universitatea Alexandru Ioan Cuza și și-a început activitatea profesională într-o bancă comercială din Republica Moldova. În anul 1998 a fost angajat la PricewaterhouseCoopers Moldova (PwC Moldova) în funcția de Asistent de audit. Între 1998-2003 el și-a continuat studiile la centrul autorizat al Association of Chartered Certified Accountants din București. Dorin Drăguțanu a mai lucrat la PricewaterhouseCoopers în perioada 1998–2008. Pe parcursul anilor 2003-2005, a deținut funcția de Manager de țară în compania PwC Moldova. În septembrie 2005, a fost transferat în PricewaterhouseCoopers Serbia, unde, în anul 2008, a fost promovat în funcția de director în sectorul serviciilor financiare, Departamentul de audit. Pe parcursul anilor 2005-2009 a condus numeroase misiuni de audit și de Due Diligence în sectorul financiar, bancar și de asigurări din Albania, Bulgaria, Muntenegru, România și Serbia.
În urma scandalului finaciar-economic din 2014-2015 din Republica Moldova, pe 21 septembrie 2015, Drăguțanu și-a dat demisia din funcția de Guvernator al Băncii Naționale, împreună cu prim-viceguvernatorul Marin Moloșag. El a declarat: „Demisia noastră este un răspuns impus de unii politicieni care ne-au presat să demisionăm pentru că nu ar fi găsit motivele legale pentru a ne demite în Parlament. De aceea au ales această metodă murdară. Timpul va arăta cine stă în spatele acestor atacuri. Pentru asta mai trebuie puțină răbdare să așteptăm investigațiile Kroll care vor arăta cine a făcut frauda la Banca de Economii și cum au fost ascunse urmele”. Conform legii, Dorin Drăguțanu urmează să asigure interimatul funcției încă trei luni, și, totodată, demisia sa trebuie să fie acceptată de parlament, până în acel moment el fiind plenipotențiar.
Pe 1 februarie 2016, în jurul orei 3:00 noaptea, casa lui Dorin Drăguțanu a fost atacată cu o grenadă. Nimeni din familie nu a avut de suferit.
Este căsătorit cu Otilia Drăguțanu, o femeie de afaceri.